# 吉米·康泽尔曼
詹姆斯·格里森·邓恩·康泽尔曼（James Gleason Dunn Conzelman，1898年3月6日—1970年7月31日）是美式职业足球运动员，教练，棒球队经理、广告主管。1964年，他被选入职业足球名人堂，并于1969年入选1920年代NFL最佳阵容。

## 生平
康泽尔曼生于圣路易斯，从1918年开始为美国海军的伊利诺伊州大湖海军基地橄榄球队效力，并赢得1919年玫瑰碗。1919年，他以华盛顿大学橄榄球队四分卫的身份入选了密苏里山谷联盟最佳球队。之后他进入NFL长达10年，先后在迪卡特斯塔利斯（1920）、岩岛独立队（1921-1922）、密尔沃基獾队（1922-1924）、底特律黑豹（1925-1926）和普罗维登斯蒸汽压路机队（1927-1929）担任四分卫、半卫和踢球手。他也是底特律球队的持有者，并以教练身份带领普罗维登斯蒸汽压路机队赢得了1928年的NFL冠军。
1932年至1939年，康泽尔曼担任了华盛顿大学橄榄球队的主教练，并率领球队拿下了密苏里山谷联盟1934年、1935年和1939年的分区冠军。1940年到1942年间，他在芝加哥红雀担任主教练，并在1946年至1948年间重执教鞭。他带领红雀队赢得了1947年的NFL冠军与1947年和1948年的西区冠军。他在1943年至1945年还担任了美国职业棒球大联盟球队圣路易斯布朗队的经理。1949年，他从红雀队辞职后，继续担任广告主管，并偶尔在歌剧与舞台剧中露面。1970年，康泽尔曼于圣路易斯去世，享年72岁。

## 荣誉
康泽尔曼于1964年2月入选第二届NFL名人堂。他原本拒绝当选，但评选委员会以口头表决方式通过了康泽尔曼的提名。他的入选介绍讲话由美国大法官威廉·道格拉斯进行。
1969年8月，康泽尔曼入选1920年代NFL最佳阵容。
1992年2月，康泽尔曼作为华盛顿大学名人堂的14名候选者之一入选。
2006年8月，康泽尔曼当选亚利桑那红雀荣誉戒指成员之一。